# ランスティングイェヴレボリ
ランスティングイェヴレボリ (Landstinget Gävleborg) はイェヴレボリ県の公衆衛生と医療を主に担当するランスティングである。ランスティング議会(landstingsfullmäktige)の定数は75名。会派は中央の議会に議席を持っている8政党の他、イェヴレボリ看護・医療党で構成されている。第一党はスウェーデン社会民主労働党で、全議席中28議席を占める。